# Панова, Нина Яковлевна
Нина Яковлевна Панова (16 июля 1928, Иевлево, Тульская губерния — 17 апреля 2009, Иевлево, Тульская область) — советский передовик сельского хозяйства, звеньевая колхоза «Победа» Богородицкого района Тульской области. Герой Социалистического Труда (1957).

## Биография
Родилась в 1928 году в селе Иевлево Богородицкого района (ныне — Тульской области) в крестьянской семье.
С 1941 года с началом Великой Отечественной войны начала трудовую деятельность обычной колхозницей в колхозе «Победа» села Иевлево Богородицкого района Тульской области под руководством председателя колхоза Анны Михайловны Глашкиной.
С 1941 по 1945 годы работала в полеводческой бригаде колхоза, с 1945 года возглавила комсомольско-молодёжное звено по выращиванию зерновых. Звено под руководством Н. Я. Пановой стабильно являлось победителем социалистического соревнования и передовиком производства среди хлеборобов Богородицкого района.
27 декабря 1957 года Указом Президиума Верховного Совета СССР «за выдающиеся успехи в работе по увеличению производства и сдачи государству сельскохозяйственной продукции» Нина Яковлевна Панова была удостоена звания Героя Социалистического Труда с вручением Ордена Ленина и золотой медали «Серп и Молот».
Этим же указом ещё девять человек из Тульской области были удостоены звания Героя Социалистического Труда, а область за успехи в сельском хозяйстве — ордена Ленина.
После выхода на пенсию Н. Я. Панова жила в селе Иевлево. Умерла в 2009 году.

## Награды
- Медаль «Серп и Молот» (27.12.1957)
- Орден Ленина (27.12.1957)